# Дани Милев
Данаил Свиленов Милев е известен български поп певец, музикант, композитор и текстописец.

## Биография
Дани Милев е роден на 16 май 1968 г. в София. Композира първата си песен още на 10-годишна възраст за училищен конкурс. Свири на класическа китара. През 1993 г. неговата група „Хадес“ печели специалната награда на „Меридиан Рок Шоу“. Групата е създадена през 1988 г. и в този период Дани Милев пише песните си сам, а понякога и заедно с Асен Димитров. През 1996 г. издава албума „Утро над града“, продуциран от Тончо Русев, с който той стартира кариерата си на певец, композитор и текстописец. По-късно Дани Милев пише и песните за групата „Хадес“, от която е част.

## Музикална кариера
Работи с Дони и Момчил, Нона Йотова, Нети, Ваня Костова, Графа, Стефан Вълдобрев, Дони, Нина Николина, Поли Генова, Панайот Панайотов и много други.
Дани Милев има издадени 3 самостоятелни сингъла, получили признанието на публика, медии и критика: „Светлината и мрака“, „Малък дъжд“ и „Няма време“. Пред завършване и издаване е и на първия си самостоятелен албум, който ще представи на почитателите си с концертно турне.
Изявява се както като солов изпълнител, така и с групата си, съвместно с Марияна Попова, с Поли Генова, но най-вече начело на „Дани Милев бенд“.
През 1997 г. заедно с Мишо Шишков и Калин Вельов аранжира и записва песента „Синьо безвремие“ на Нона Йотова. В този период аранжира музиката на Стефан Вълдобрев за американска кино продукция с участието на Силвестър Сталоун.
През 2000 г. Дани Милев отваря свое собствено студио, наречено „Фабула“. Там освен собствена музика, той реализира и няколко албума на други изпълнители – „Не завиждам“ на Нона Йотова, дебютния албум на Нети, както и „Естрада“ на Дони.
Аранжира албум на Нона Йотова „Тера инкогнита“ през 2003 г. Прави наново аранжимента на песента „Джени“ по стиховете на Робърт Бърнс. „Джени“ достига до върховете на класацията на Българското национално радио. Композитор е също така на музиката за телевизионното предаване „Непозната земя“, което се излъчва по Българската национална телевизия.
През 2004, 2005 и 2006 г. Дани Милев заедно със своя приятел Дони аранжира и записва музиката за театралните награди „Аскеер“.
Аранжира и музиката за световноизвестните хитови пиеси „Ножица-трепач“ и „Копче за сън“ а през 2007 г. аранжира музиката за авторския моноспектакъл на Камен Донев.

## Участия и награди
- През 1999 г. Дани Милев е измежду финалистите на най-големия и престижен фестивал за българска музика „Златният Орфей“.
- През 2004 г. Дани Милев пише текстовете на песните си за първи път. Неговата песен „След“ е представена на ежегодния музикален фестивал „Бургас и морето“ (един от най-старите и най-престижните български фестивали), където печели трето място, както и специалната награда „Ротари Бургас“.
- През 2005 г. Дани Милев отново участва на фестивала „Бургас и морето“, но този път печели Първа награда с песента „Сънувам те“, която изпълнява заедно с Мариана Попова.
- През 2005 г. Дани Милев е поканен да направи музиката към предаването „Нощни птици“ на БНТ, където се изявява и като музикант, отново с Мишо Шишков и Мариана Попова.
- През 2006 г. песента „Let me cry“ с текст на Дани Милев в изпълнение на Мариана Попова печели първо място в българския финал на „Евровизия 2006“.
- През 2006 г. Дани Милев композира и аранжира втория сингъл на Аксиния „Аз мога“, като песента достига до финала на Евровизия 2007
- През 2007 г. Дани Милев създава и ръководи бенда на „Вечерното шоу на Азис“ по ТВ2.
- През 2007 г. триото Дани Милев, Мариана Попова и Мишо Шишков, заедно с няколко български драматурзи заминават за Франция, за да вземат участие във фестивала „Дни на българската драматургия“ и постигат огромен успех с концерта, който изнасят на финала му.
- През 2008 г. Дани Милев е поканен за музикален продуцент на мащабното шоу „Танцуващи звезди“ по бТВ.
- През 2008 г. Дани Милев участва в Евровизия 2008 със собствената си песен „Светлината и мрака“, която изпява сам. На финала на конкурса, на 23 февруари 2008 г. песента на Дани Милев е класиран на четвърто място.
- На 3 август 2019 г. печели Първа награда на 37-ото издание на поп конкурса „Бургас и морето“ с песента „Това си ти“.[1]